# Parascutigera philippina
Parascutigera philippina är en mångfotingart som beskrevs av Chamberlin 1921. Parascutigera philippina ingår i släktet Parascutigera och familjen spindelfotingar.
Artens utbredningsområde är Filippinerna. Inga underarter finns listade i Catalogue of Life.